# لوهباربک
لوهباربک (به آلمانی: Lohbarbek) یک شهر در آلمان است که در اشتاینبورگ واقع شده‌است. لوهباربک ۷۵۰ نفر جمعیت دارد.